# 嶋崎巌
嶋崎 巌（しまざき いわお、1946年12月5日 - ）は、プロのセブンカード・スタッド・ポーカー・プレイヤー。武学養精舎道場を主宰。瞑流師範。福井県生まれ。大阪府出身。趣味はアドレナリンスポーツ、カーレーシング、バンジージャンプ。

## 人物・来歴
高校卒業後、建築業に携わる。セブンカード・スタッドの魅力の虜になり、その後渡米して、ポーカー修行に励む。ラスベガスで最も権威あるカジノ『ミラージュ』、『ベラージオ』を中心に活動。
- 1986年～2002年の間に、日本-ラスベガス間を通算160回以上往復。その16年間のうち7年間を、ラスベガスのホテルで過ごす。この宿泊費、航空運賃等に、6,000万円超を費やす。
- 2003年6月30日の記録では、戦績は12勝1敗（勝率92.3%）。
- 2003年9月4日の記録では、戦績は41勝2敗（勝率は95.35%）。

## 著書
- 『ラスベガス流 逆転の成功法則 最後に笑うための「運」の呼びよせ方』（PHP研究所）1998年4月23日

## 出演

### テレビ
- 『スーパースペシャル2000 史上最強の億万長者!10億円を取り戻す男』（日本テレビ）

### 雑誌
- 『CARD PLAYER』（ラスベガスのカジノ雑誌）1997年10月31日号 - GETTING TO KNOW... IWAO SHIMAZAKI